# 2018 VG18
2018 VG18 es un objeto distante recientemente descubierto por Scott S. Sheppard, David Tholen y Chad Trujillo. Apodado Farout por su equipo de descubrimiento, se encuentra a una distancia del Sol de unas 120 UA aproximadamente (más de tres veces y media la distancia de Plutón al Sol), es actualmente el objeto más distante en el sistema solar observado y el primer objeto descubierto más allá de las 100 AU.

## Propiedades
El diámetro del posible planeta enano se estima que supera los 500 km (310 millas). Es de color rosado, lo que sugiere una alta concentración de hielo.

## Designación
Al ser descubierto, el objeto fue nombrado 2018 VG18 por el Centro de Planetas Menores de la Unión Astronómica Internacional. Las personas involucradas en el descubrimiento inicial del objeto pronto utilizaron el nombre de "Farout" (en español algo parecido a lejano y/o genial).